# Iglesia de San Miguel de Montenegro (Soria)
La iglesia de San Miguel de Montenegro era una iglesia románica que poseía la ciudad de Soria (España). Se situaba en la Plaza de Teatinos, actual plaza de Bernardo Robles, y desapareció en el año 1600. Hubo otra iglesia con la advocación de San Miguel situada en las laderas del cerro del Castillo, denominada San Miguel de Cabrejas.

## Historia
La antigua parroquia de San Miguel de Montenegro fue una de las 35 que aparecen en el censo poblacional de 1270 elaborado por Alfonso X.Fundada seguramente por pobladores llegados de Montenegro de Cameros, era la parroquia donde celebraban sus juntas generales los doce linajes (las juntas generales tenían lugar a "campana tañida" en esta iglesia) y se hallaba donde hoy está la plaza de abastos, actual Plaza de Bernardo Robles.
Comenzando su ruina en 1581, fue anexionada a San Pedro, desapareciendo la fábrica al finalizar el siglo, adjudicándose la piedra en subasta a los jesuitas trasladándose en 1600 las sepulturas que tenía, solemnemente y en procesión, a la capilla de San Miguel, en la colegiata. En 1598, al plantearse la construcción de la torre colegial, ya se había solicitado permiso al obispo para derribar esta iglesia y emplear su piedra en la nueva obra.

## Descripción
Era una pequeña iglesia, como casi todas las parroquias que aparecían en el censo de Alfonso X elaborado en 1270, de estilo románico. Los empeños en aprovechar los materiales de esta iglesia en la construcción de la torre de la concatedral nos hacen suponer que se trataba de un templo edificado a base de sillería, al menos en gran parte.
En 1985, con motivo de la pavimentación de la zona, se realizó una pequeña excavación arqueológica en el cementerio medieval que circundaba a la iglesia. Solo se excavó una tumba, situada en el arcén de la citada plaza, entre el Mercado de Abastos y un palacete que ocupa, hoy día, el lugar del antigua templo.
Su nombre es recordado por una de las calles que da acceso a la plaza y su santo titular dio nombre a una de las Cuadrillas en las que se hallaba dividida la ciudad.